# Heathcote National Park
Heathcote National Park är en park i Australien. Den ligger i delstaten New South Wales, i den sydöstra delen av landet, omkring 34 kilometer sydväst om delstatshuvudstaden Sydney.
Runt Heathcote National Park är det tätbefolkat, med 636 invånare per kvadratkilometer.. Närmaste större samhälle är Caringbah, omkring 14 kilometer nordost om Heathcote National Park. 
I omgivningarna runt Heathcote National Park växer i huvudsak städsegrön lövskog. Genomsnittlig årsnederbörd är 1 507 millimeter. Den regnigaste månaden är juni, med i genomsnitt 232 mm nederbörd, och den torraste är juli, med 39 mm nederbörd.